# La Maison Abstraite
 (mars 2025).
Améliorez-le ou discutez des points à vérifier. 
La Maison Abstraite (en italien, La Casa Astratta) est un palais situé au centre de Milan, sur le viale Beatrice d'Este, en face de la via Anelli, dans le quartier Quadronno, qui rassemble des œuvres à ciel ouvert de nombreux artistes renommés des années cinquante.
La Casa Astratta (en italien, Casa Astratta) a été construite par Carlo Perogalli et Attilio Mariani avec le peintre Alberto Magnelli en 1952, en s'inspirant de la refonte des théories picturales de Vassily Kandinsky.

## Histoire
La Maison Abstraite est l'expression des théories conceptuelles architecturales de Carlo Perogalli et Attilio Mariani, une synthèse appliquée à un bâtiment du mouvement artistique Movimento Arte Concreta (MAC), fondé en 1948 à Milan par Atanasio Soldati, Gillo Dorfles, Bruno Munari et Gianni Monnet, dans le but de dépasser l'art figuratif en se référant à la leçon de Vassily Kandinsky.
La Maison est définie par le critique d'art Claudio Camponogara comme « l'un des édifices les plus riches et les plus significatifs de tout le mouvement pour l'art concret ».
Le peintre Francesco Magnelli, actif à Paris, collabore notamment avec les designers pour aménager la façade où sont répartis les appartements selon un schéma pictural, s'inspirant également de l'artiste Alberto Magnelli. Le même dessin est repris en négatif à l'intérieur du hall d'entrée avec une incrustation artistique dans le sol en caoutchouc dans le but d'établir une relation étroite entre la façade et l'espace intérieur. Une sculpture a été créée par Attilio Mariani dans l'atrium.

## Style
Pendant une courte période (de 1948 à 1958), Milan est devenue la ville où architectes et artistes peuvent expérimenter une nouvelle conception des relations entre les arts. La Maison Abstraite montre comment les formes concrètes ne sont pas simplement des peintures appliquées sur les murs d'un bâtiment conçu séparément par une autre personne, mais naissent et se développent avec l'architecture à laquelle elles s'identifient.
La tâche de briser la stéréométrie du bâtiment est confiée aux balcons qui, réunis dans un savant jeu de couleurs, animent la façade de poutres d'un bleu intense et donnent l'impression d'une grande composition abstraite agréable à l'œil et fonctionnelle. La même conception est reprise en négatif à l'intérieur du hall d'entrée, où une incrustation du sol en caoutchouc a pour but d'établir une relation étroite entre la façade extérieure et l'espace intérieur, où se trouve également la sculpture d'Attilio Mariani. Carlo Perogalli considère également cette création comme l'une des plus originales et significatives dans laquelle « la synthèse des arts ... se distingue également par la forte composante chromatique : la façade du bâtiment a un revêtement en marbre blanc et carreaux de céramique bleus ».
La façade est dotée de mouvement et de plasticité par les saillies des balcons et des bow-windows que le jeu chromatique met en valeur : revêtement en marbre blanc, miroirs en mosaïque de céramique noire, balcons en mosaïque de céramique bleue.